# 諾斯湖 (密歇根州)
諾斯湖（英語：Lakes of the North）是位於美國密歇根州安特里姆縣的一個普查規定居民點。

## 人口
根據2020年美國人口普查的數據，諾斯湖的面積為43.33平方千米，當中陸地面積為42.94平方千米，而水域面積為0.39平方千米。當地共有人口1044人，而人口密度為每平方千米24.09人。